# 石井町立高浦中学校
石井町立高浦中学校（いしいちょうりつ たかうらちゅうがっこう）は、徳島県名西郡石井町浦庄国実にある公立中学校。

## 基礎データ
最寄駅
- JR徳島線下浦駅

教育目標
- 校訓「至誠」に基づき、人間尊重の精神に貫かれ、健・徳・知の向上を図り自主的・創造的能力に富んだ人間性豊かな生徒を育成する。

## 校訓
- 至誠
  - 自律
  - 勤勉
  - 協和

## 校歌
- 作詞: 寒川啄
- 作曲: 今川幹雄

## 部活動
- 陸上
- 野球
- バレーボール（女子）
- 卓球
- バスケ
- 音楽
- テニス

同好会
- 華道

## 関連学校
- 石井町立浦庄小学校
- 石井町立高原小学校

## 通学区域が隣接している学校
- 石井町立石井中学校
- 神山町立神山中学校
- 吉野川市立鴨島東中学校
- 上板町立上板中学校